# Washington State Route 204
State Route 204 (SR 204, allgemein Snohomish–Marysville Road) ist eine 3,83 km lange State Route. Die Strecke verläuft vollständig im Snohomish County in Washington, Vereinigte Staaten. Sie verläuft von der Kreuzung mit dem U.S. Highway 2 östlich von Everett in nordöstlicher Richtung zur Washington State Route 9 westlich von Lake Stevens. Von 1937 an war der Highway der westliche Abschnitt des Secondary State Highways 15A (SSH 15A), bis 1964 die heutige State Route eingerichtet wurde.

## Streckenbeschreibung
State Route 204 (SR 204) beginnt an der Kreuzung mit der 20th Street Southeast und den Zufahrtsrampen zum U.S. Highway 2 östlich von Everett. Von da aus führt die Strecke nach Norden zum Sunnyside Boulevard, der nach Marysville führt und knickt nach Nordosten. Schließlich endet die Straße an der Kreuzung mit der Washington State Route 9 westlich von Lake Stevens. An der Kreuzung mit SR 9 wurde die Straße im Tagesdurchschnitt von 20.000 Fahrzeugen genutzt; 1970 wurde derselbe Abschnitt von etwa 7300 Fahrzeugen genutzt.

## Geschichte

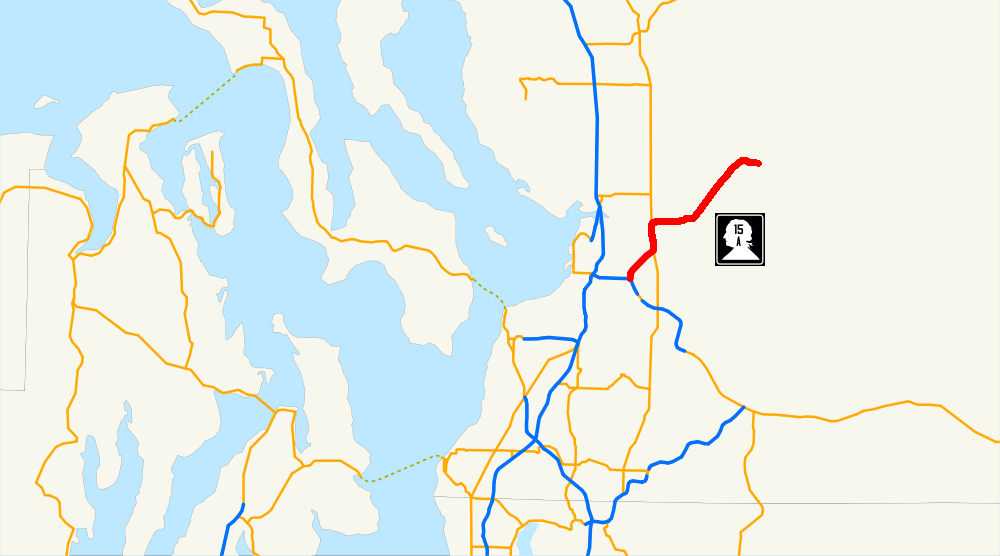
1937–1964 bildete die Trasse den westlichen Teil des SSH 15A

Als 1937 in Washington die primary and secondary highways geschaffen wurden, verlief Secondary State Highway 15A (SSH 15A) zwischen dem Primary State Highway 15 (PSH 15) – dieser wurde 1946 Teil des U.S. Highways (US 2) – und Granite Falls, wobei eine kurze Überlappung mit SSH 1A bestand. Die Regierung des Bundesstaates ersetzte das System der Primary and Secondary Highways bei der Neunummerierung der Highways in Washington 1964; PSH 15 wurde zur US 2, SSH 15A zwischen US 2 und SSH 1A wurde SR 204, SSH 1A wurde Teil der Washington State Route 9 und der Rest des SSH 15A bis nach Granite Falls zur Washington State Route 92.